# Río Puré
El río Puré (en Brasil, río Puruí) es un río que se encuentra entre las cuencas del río Caquetá y el río Putumayo, en el departamento de Amazonas, en Colombia. Desemboca en la parte brasileña del río Caquetá (río Yapurá).
- Datos: Q6115573